# Dennis Skinner
Pour les articles homonymes, voir Skinner.
Dennis Skinner, né le 11 février 1932 à Clay Cross (Derbyshire),, est un homme politique et syndicaliste britannique. Travailleur des mines de charbon, il est élu député de la circonscription de Bolsover à la Chambre des communes en 1970 et membre du Comité exécutif national du Parti travailliste de 1979 à 2010 — président du 13 juin 1988 au 27 octobre 1989 — avec quelques brèves interruptions. Skinner est l'une des figures marquantes de l'aile gauche du parti, défendant la cause socialiste et rejetant le New Labour de Tony Blair. En 2002, la BBC le juge comme étant « l'un des députés les plus célèbres du pays », notamment connu pour ses prises de position républicaines. Il perd son siège en 2019.

## Biographie
Il naît le troisième de neuf enfants dans une famille pauvre de la classe ouvrière. Son père est mineur et syndicaliste militant. Lorsque son père est au chômage durant la Grande Dépression (crise de 1929), sa mère lave le linge d'un commerçant du quartier afin de pouvoir nourrir sa famille. Dennis Skinner obtient d'excellents résultats à l'école. Il passe avec succès l'examen d'entrée pour une grammar school (école publique secondaire sélective), qu'il intègre à l'âge de dix ans, avec un an d'avance sur ses camarades. À l'issue de sa scolarité, à l'âge de 17 ans, écartant la possibilité d'aller à l'université, il travaille comme son père dans les mines de charbon du Derbyshire pendant vingt ans,,,,. Il adhère au Parti travailliste en 1956. Syndicaliste, il devient en 1964 le plus jeune président de l'Union nationale des mineurs du Derbyshire. Il est élu député lors des élections législatives de juin 1970, qui portent au poste de Premier ministre le conservateur Edward Heath. 
À la suite de son élection, il continue un temps à travailler comme mineur, mais est également l'un des députés les plus assidus. Il décide par la suite que, étant rémunéré comme député, il se doit d'en faire son unique emploi, et s'y consacre pleinement. Il refuse de percevoir comme député un salaire supérieur à celui des mineurs et, durant la grève des mineurs de 1984-1985, il reverse son salaire à l'Union nationale des mineurs (National Union of Mineworkers), pour aider financièrement les grévistes. Lorsque éclate en 2009 le scandale des dépenses des députés, la presse se penche sur les comptes de chaque député. Le journal conservateur The Daily Telegraph révèle que Skinner est le deuxième député le moins dépensier de l'argent public, derrière le conservateur Philip Hollobone.
Il est perçu comme l'un des derniers représentants des valeurs et convictions d'origine du parti, un mouvement ouvrier et syndical, fermement ancré à gauche, avant la mutation centriste du parti dans les années 1990. À l'instar de son ami Tony Benn (aux origines sociales très différentes mais aux engagements politiques similaires), il est une figure nationale renommée, défendant âprement et avec conviction des positions devenues très minoritaires. En 1977, alors que le Parlement rend hommage à l'ancien Premier ministre conservateur Anthony Eden qui vient de décéder, Skinner se lève pour parler des victimes d'accidents du travail dans les mines et du très faible dédommagement financier qu'obtiennent les veuves de mineurs. Il est hué par les députés conservateurs et critiqué par la presse de droite, qui reprend le qualificatif dont l'affuble le député conservateur Andrew Faulds : Skinner est « la bête de Bolsover » (the Beast of Bolsover). Ce surnom lui reste, témoignant, selon The Guardian, de son « indépendance d'esprit obstinée »,. Il s'assoit toujours sur les premiers bancs des backbenchers — « simple députés » — travaillistes, d'où, figure pérenne du Parlement durant près de cinquante ans, il participe activement aux débats et interpelle ses adversaires. Il est connu pour son sens de la répartie, parfois virulent. Au cours de sa carrière, il lui est ordonné une dizaine de fois de quitter l'enceinte de la Chambre des communes pour avoir insulté l'un de ses pairs ; il accuse notamment Jim Prior, chargé de l'emploi en 1980 dans le cabinet de Margaret Thatcher, d'être le « ministre du chômage », le chômage connaissant alors un essor spectaculaire,, ou, le 11 avril 2016, surnomme le Premier ministre David Cameron « Dodgy Dave » (le sens premier de « dodgy » est « louche, suspect », mais le verbe « to dodge » veut dire « esquiver » et il est dès lors possible, dans ce contexte, de traduire le surnom par « Dave l'esquiveur ») alors qu'il exige de celui-ci une réponse plus claire sur son implication dans le scandale des Panama Papers. En 2012, ce dernier qualifie Skinner de « dinosaure » de la politique, avant de s'excuser. 
Durant sa carrière parlementaire, il vote systématiquement en faveur des mesures d'aide aux pauvres et aux chômeurs, et contre toute réduction de celles-ci. Il vote contre la guerre d'Irak, et contre le maintien de l'arsenal nucléaire britannique. Il vote pour le mariage homosexuel, pour les lois contre le tabagisme, et pour l'interdiction de la chasse à courre. En 1985, il invente une technique d'obstruction parlementaire, introduisant une motion qui lui permet de discuter à la Chambre durant des heures au sujet d'une élection partielle à venir, afin d'empêcher la potentielle adoption d'une proposition de loi introduite par Enoch Powell, député d'arrière-ban de droite qui souhaite faire interdire toute recherche sur les cellules souche. Quelques années plus tard, il fait de même pour empêcher la tenue d'un vote sur une proposition de loi introduite par la députée conservatrice Ann Widdecombe qui souhaite restreindre le droit à l'avortement.
Dans les années 1970 et 1980, le Parti travailliste compte de nombreux eurosceptiques. Dennis Skinner (avec Tony Benn) est l'un de ceux qui font campagne sans succès pour le « non » lors du référendum de 1975 sur le maintien du Royaume-Uni dans la Communauté économique européenne. La position du parti ayant changé, il est, au début du XXIe siècle, l'un des rares eurosceptiques de gauche. Dans les années 2010, il appelle, au côté de nombreux conservateurs, à un nouveau référendum permettant au Royaume-Uni de quitter l'Union européenne. Il perçoit en effet l'Union européenne comme une « institutionnalisation des principes capitalistes ». Partisan donc du Brexit, lors d'un vote sur une motion indicative à la Chambre des communes le 27 mars 2019 il est l'un des trois seuls députés travaillistes (avec Ronnie Campbell et Kate Hoey) à voter en faveur d'une sortie sans accord de l'Union européenne le 12 avril - motion rejetée par 400 députés, principalement travaillistes, contre 160,.
Après la mort de Gerald Kaufman en février 2017, Dennis Skinner devient le doyen d'âge des députés, à 85 ans, et l'un des deux derniers députés à siéger depuis 1970, avec le conservateur Ken Clarke,. Candidat à nouveau aux élections législatives de décembre 2019, à l'âge de 87 ans, il est battu par le candidat conservateur Mark Fletcher. Le scrutin est marqué par la victoire des conservateurs dans des bastions travaillistes des Midlands et du nord de l'Angleterre, où l'électorat ouvrier est favorable au Brexit promis par le Premier ministre conservateur Boris Johnson. Malgré ses positions eurosceptiques, Dennis Skinner ne recueille que 35,9 % des voix (contre 51,9 % en 2017), tandis que Mark Fletcher obtient 47,4 % des suffrages. Son concurrent victorieux lui rend hommage au soir du scrutin, évoquant « un merveilleux député [qui a] inspiré des millions de personnes » et expliquant « ne pas avoir trouvé dans cette circonscription une seule rue où Dennis n'a pas aidé quelqu'un »,,.
En septembre 2020 la chanson "Tony Skinner's Lad" de Robb Johnson (en), hommage affectueux à Dennis Skinner, est la plus vendue sur Amazon.

## Interventions lors de la cérémonie d'ouverture du Parlement
Outre sa défense du socialisme et des intérêts des classes ouvrières, il est républicain, partisan de l'abolition de la monarchie - une prise de position très minoritaire au Royaume-Uni, y compris au sein du Parti travailliste. Partisan également de l'abolition de la Chambre des lords, il refuse chaque année de quitter les bancs des Communes pour aller écouter, à la Chambre des lords, le discours de la reine qui marque l'ouverture d'une nouvelle session parlementaire. Il a toutefois agrémenté d'une nouvelle tradition le cérémoniel de cette procédure. Chaque année, le Gentilhomme huissier de la verge noire entre dans la Chambre des communes pour ordonner aux députés de venir entendre le discours de la reine (rédigé par le gouvernement). Dennis Skinner profite de l'occasion pour lancer un trait d'humour, provoquant les rires des députés au sein de ce moment ordinairement solennel. Le New Statesman, en 2013, a estimé que ces interventions de Dennis Skinner (souvent à connotation républicaine) font désormais partie intégrante des traditions composant la Constitution britannique. Parmi ses traits d'esprit :
- « C'est pour vous que sonne le glas, Maggie ! » (1990) : allusion littéraire au poète John Donne, à l'adresse du premier ministre Margaret Thatcher, qui est sur le point de démissionner ;
- « Dites-lui de lire The Guardian » (2000) : allusion à la campagne que mène alors ce journal en faveur d'une république ;
- « Elle a bien fermé la porte derrière elle ? » (2003) : allusion à une série récente d'entrées par effraction dans le palais de Buckingham ;
- « Helen Mirren est-elle prête ? » (2006) : en référence à l'actrice incarnant la reine dans le film The Queen ;
- « Année de jubilé, de nouveau la récession, ça commence bien ! » (2012) : référence au Jubilé de diamant d'Élisabeth II, ainsi qu'à la crise économique mondiale ;
- « Le Royal Mail (postes britanniques) mis en vente, la tête de la reine est privatisée ! » (2013) : référence au fait que les timbres-poste au Royaume-Uni sont à l'effigie de la reine ;
- « Baroud d'honneur pour la coalition » (2014)[27] : cette ouverture du Parlement étant la dernière pour le gouvernement Cameron avant les élections législatives de 2015 ;
- « Mettez les patins : la première course est à 14h30 » (2017) : suggérant aux députés de se hâter d'aller entendre le discours de la reine, pour qu'elle puisse se rendre ensuite à l'hippodrome d'Ascot, l'un de ses passe-temps favoris[28].

En 2015, il est silencieux durant le cérémonial (pour la première fois depuis 2002), bien qu'assis à sa place coutumière sur le premier banc des simples députés de l'opposition. Il est le seul simple député à avoir, par tradition, un siège réservé dans cette chambre où les sièges ne sont pas nominatifs,. En 2016, plutôt qu'un trait d'humour, il déclame simplement : « Pas touche à la BBC ! », en référence aux restrictions budgétaires et aux réformes imposées par le gouvernement Cameron au service public audiovisuel. Le micro au-dessus de son siège est allumé pour l'occasion et ses paroles sont clairement audibles et saluées sur les bancs de l'opposition,. En 2018, la session parlementaire en cours est prolongée, et il n'y a donc pas de discours de la reine. En octobre 2019, il s'exclame simplement « Non, je n'irai pas » lorsque la dame huissier de la verge noire invite les députés à venir écouter le monarque prononcer le discours rédigé par le gouvernement minoritaire conservateur de Boris Johnson.

### Sites web
- (en) Les contributions de Dennis Skinner aux débats parlementaires, Hansard, Parlement du Royaume-Uni
- (en) Page sur Dennis Skinner sur le site TheyWorkForYou (en)

### Vidéos
- (en) Intervention de Dennis Skinner à la Chambre des communes en avril 2014, en soutien aux mineurs menacés par la fermeture programmée de deux mines. BBC News, 10 avril 2014.
- (en) Dennis Skinner interpelle le premier ministre David Cameron à la Chambre des communes pour dénoncer le retrait des aides pour certains handicapés, et les évaluations auxquelles sont soumis les handicapés par « le monstre cruel et sans cœur » Atos. The Daily Telegraph, 16 octobre 2013.
- (en) La traditionnelle intervention humoristique de Dennis Skinner en amont du discours de la reine (2013). Huffington Post, 8 mai 2013. (Et en 2012. ITV, 9 mai 2012.)
- (en) « Vous allez me manquer, Dennis. » Réponse de l'huissier du bâton de la verge noire Michael Willcocks (sur le point de quitter ses fonctions) à l'intervention de Dennis Skinner avant le discours de la reine en 2008. BBC News, 3 décembre 2008.